# Anton Francesco Gori
Anton Francesco Gori (Firenze, 9 novembre 1691 – Firenze, 20 gennaio 1757) è stato un etruscologo, esperto di gemme e pietre antiche, erudito e scrittore d'arte.

## Biografia
Nel 1717 venne ordinato sacerdote e Priore di San Giovanni. Letterato e antiquario, fu tra i fondatori della Società Colombaria Fiorentina (oggi Accademia toscana di scienze e lettere La Colombaria), istituita nel 1735 per coltivare "non la sola Poesia ed Eloquenza Toscana, o pure una sola facultà; ma presso che tutte le più ragguardevoli ed utili parti dell'umano sapere: in una sola parola quella che da' Greci è detta Enciclopedia".
Divenne professore di storia nello Studio Fiorentino. Instancabile e puntuale studioso di antichità etrusche e fiorentine, Gori era conosciuto ben al di fuori di Firenze, come testimoniano le sue lettere, conservate nel fondo Gori della Biblioteca Marucelliana a Firenze, che registrano i contatti con artisti e studiosi celebri del suo tempo. Nelle sue ricerche collaborò con gli etruscologi Giovan Battista Passeri e Mario Guarnacci.
Nel 1737, in occasione della traslazione della salma di Galileo Galilei (1564-1642) nel sepolcro monumentale in Santa Croce, staccò dal cadavere il dito medio della mano destra, attualmente conservato nel Museo Galileo di Firenze.

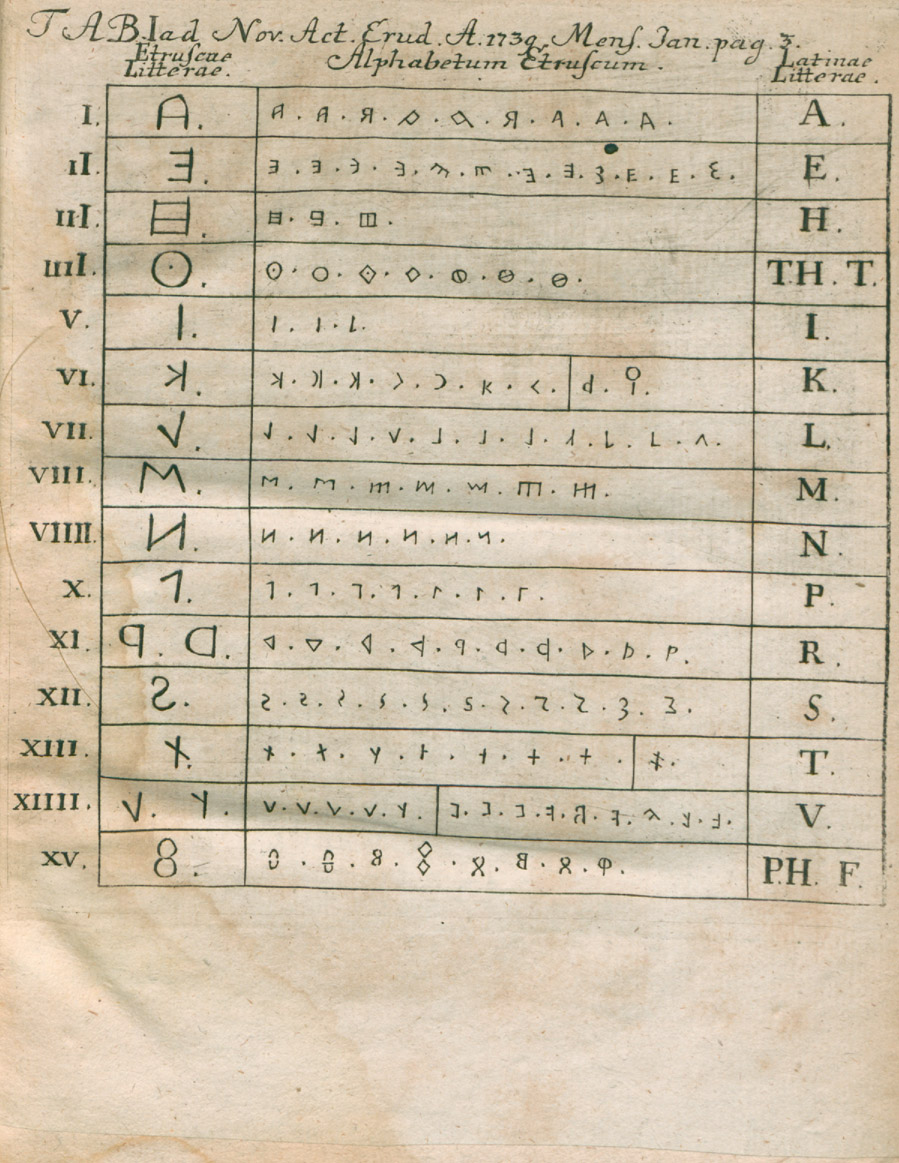
Tavola illustrata con alfabeto etrusco pubblicata negli Acta Eruditorum del 1739. Nel volume compare la recensione del Museum Etruscum

## Opere
- Descrizione della Cappella di S.Antonio arcivescovo di Firenze (1728);
- Museum Florentinum (12 voll., 1731-1762);
- Anton Francesco Gori, Dionysio Longino Dello stile sublime volgarizzato dal Sig. Ab. Anton Francesco Gori Publ. Prof. in Firenze, Verona, Apud Joannem Albertum Tumermanum, 1733. URL consultato il 14 giugno 2019.
- Museum Etruscum (3 voll., 1736-1743)[2];
- Vita di Michelagnolo Buonarroti pittore, scultore architetto e gentiluomo fiorentino (1746);
- Notizie del memorabile scoprimento dell'antica città di Ercolano vicina a Napoli (1748);
- Thesaurus gemmarum antiquarium astriferarum (1750 in collaborazione con Passeri);
- Prodromo della Toscana illustrata (1755);
- Monumenta sacrae vetustatis insigna baptisteri Florentini (1756);
- Thesaurus veterum diptychorum (3 voll., 1759).